# Le Golf (film, 1944)
Pour plus de détails, voir Fiche technique et Distribution.
Le Golf (titre original : How to Play Golf) est un court métrage d'animation américain de la série de Dingo réalisé par Jack Kinney et produit par les studios Disney, sorti le 10 mars 1944 aux États-Unis.

## Synopsis
Dingo essaye d'apprendre au spectateur à être un bon golfeur. Il est aidé par un personnage filiforme et des diagrammes.

## Fiche technique
- Titre : Le Golf
- Titre original : How to Play Golf
- Autres titres[1] :
  -  Argentine : Cómo jugar al golf
  -  Suède : Jan Långben som golfexpert
- Série : Dingo sous-série Comment faire
- Réalisateur : Jack Kinney
- Producteur : Walt Disney
- Société de production : Walt Disney Productions
- Distributeur : RKO Radio Pictures
- Pays d'origine :  États-Unis
- Langue : Anglais
- Format : Couleur (Technicolor) - Son : Mono (RCA Sound System)
- Durée : 7 min 40 s[2]
- Date de sortie : 10 mars 1944[3]

## Distribution

### Voix originales
- Pinto Colvig : Dingo
- Fred Shields : Narrateur[1]

### Voix françaises

#### 1erdoublage (exploité dansDingo et Donald champions Olympiques, 1972)
- Jacques Ciron : Narrateur

#### 2edoublage (1989)
- Philippe Dumat : Narrateur
- Roger Lumont : Dingo

#### 3edoublage (2002)
- Gérard Rinaldi : Dingo
- Michel Elias : Narrateur

## Voir  aussi

### Liens  externes
- « Le Golf » (présentation de l'œuvre), sur l'Internet Movie Database